# 沈鹏飞

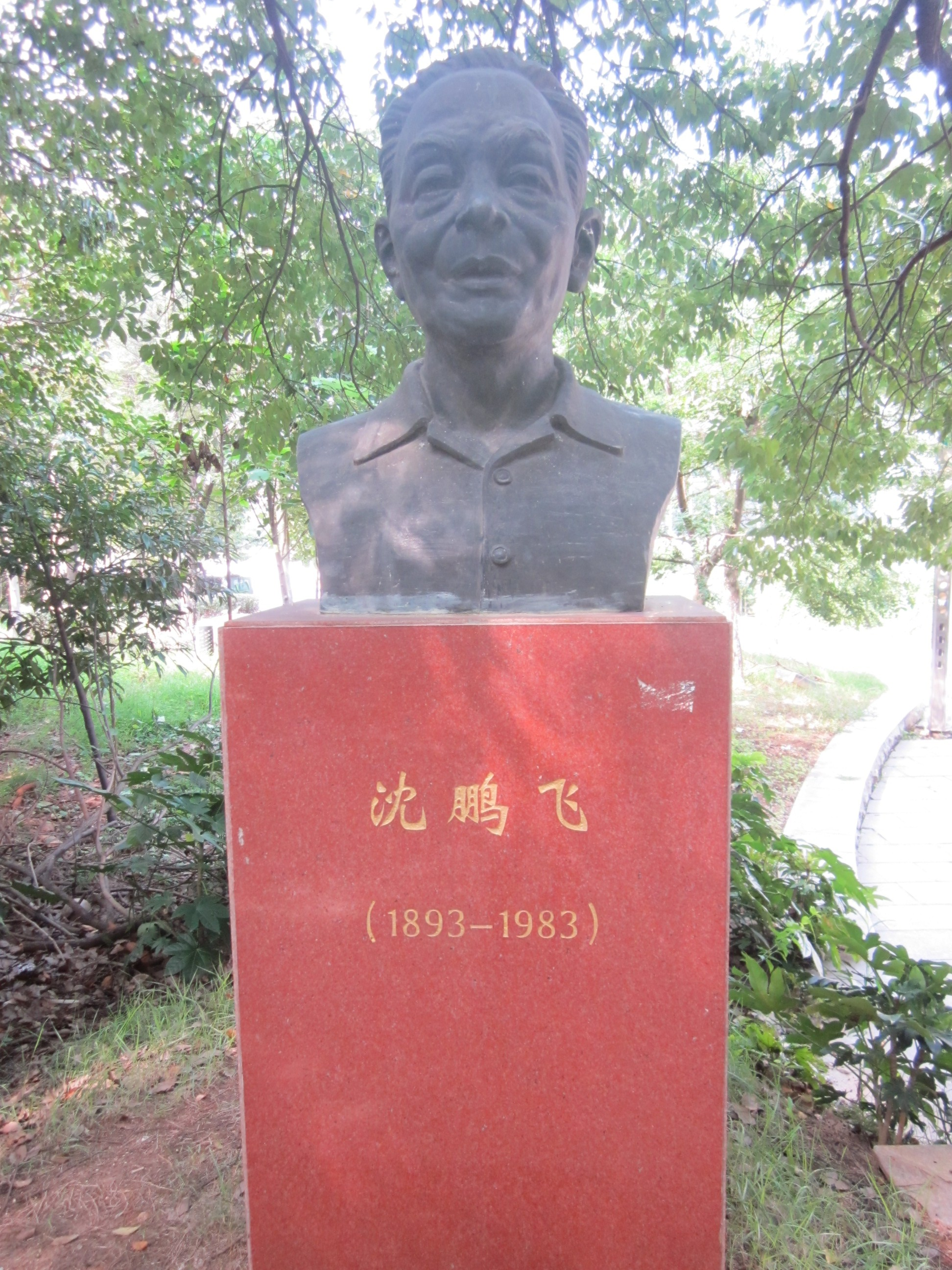
中南林業科技大學校園裡的沈鹏飞半身雕像

沈鹏飞（1893年7月5日—1983年1月6日），字云程，男，广东番禺人，中国林学家、林业教育家，曾任中国林学会名誉理事长。